# Hector Geffner
Hector Geffner (* 1959 in Buenos Aires) ist ein argentinischer Informatiker.

## Leben und Wirken
Geffner promovierte 1989 an der University of California, Los Angeles unter der Leitung von Judea Pearl mit seiner Dissertation Default Reasoning: Casual and Conditional Theories über die Zusammenhänge zwischen logischer, probabilistischer und kausaler Inferenz, wofür er einen ACM Doctoral Dissertation Award der Association for Computing Machinery erhielt. Am Anschluss daran war er von 1990 bis 1992 als wissenschaftlicher Mitarbeiter am Thomas J. Watson Research Center und von 1992 bis 2001 als Professor an der Universidad Simón Bolívar in Caracas, Venezuela, tätig. Seit 2001 lehrte er als Forschungsprofessor am Institut für fortgeschrittene wissenschaftliche Studien (Institució Catalana de Recerca i Estudis Avançats (ICREA)) und an der Artificial Intelligence and Machine Learning Group der Universität Pompeu Fabra in Barcelona. Im Jahr 2019 übernahm er eine Wallenberg-Gastprofessur an der Universität Linköping in Schweden und wurde 2023 auf eine Alexander-von-Humboldt-Professur für künstliche Intelligenz an die RWTH Aachen berufen.
Geffners Forschungsinteresse gilt der künstlichen Intelligenz, insbesondere der automatischen Planung und der Integration von modellbasierter KI und datenbasierter KI. Am bekanntesten ist er für seine Arbeit über heuristische Planung, für die er mehrere ICAPS Influental Paper Awards erhielt. Er wurde 2020 mit einem ERC Advanced Grant ausgezeichnet, um die Verbindung zwischen maschinellem Lernen und modellbasierter KI zu erforschen.
Geffner ist ehemaliges Vorstandsmitglied und derzeitiger Fellow der European Association for Artificial Intelligence (EurAI).